# Тед Нолан
Тед Нолан (англ. Ted Nolan; нар. 7 квітня 1958, Су-Сент-Марі) — канадський хокеїст, що грав на позиції крайнього нападника. Згодом — хокейний тренер.

## Ігрова кар'єра
Хокейну кар'єру розпочав 1975 року.
1978 року був обраний на драфті НХЛ під 78-м загальним номером командою «Детройт Ред-Вінгс». 
Протягом професійної клубної ігрової кар'єри, що тривала 9 років, захищав кольори команд «Детройт Ред-Вінгс» та «Піттсбург Пінгвінс».
Загалом провів 78 матчів у НХЛ.

## Тренерська робота
Кар'єру тренера розпочав із юніорського клубу «Су-Сент-Марі Грейхаунд», який тренував кілька сезонів.
У сезоні 1994–95 років працював асистентом головного тренера команди НХЛ «Гартфорд Вейлерс».
У 1995 році очолив тренерський штаб клубу «Баффало Сейбрс».
У червні 2006 року очолив «Нью-Йорк Айлендерс».
З 2009 по 2011 роки Тед був головним тренером клубу АХЛ «Рочестер Американс».
3 серпня 2011 року Латвійська хокейна федерація оголосила, що Нолан погодився стати головним тренером чоловічої збірної Латвії з хокею.
13 листопада 2013 року Нолан повернувся до команди «Баффало Сейбрс». 12 квітня 2015 року Теда Нолана було звільнено з посади головного тренера.
З 2017 по 2018 роки канадець був головним тренером національної збірної Польщі.

## Нагороди та досягнення
- Нагорода Джека Адамса — 1997

## Статистика
| 1975–76      | «Кенора Вістлерс»        | МЮХЛ         | 51  | 24  | 32  | 56  | 86  | —  | —  | —  | —  | —  |
| 1976–77      | «Су-Сент-Марі Грейхаунд» | OMJHL        | 60  | 8   | 16  | 24  | 109 | —  | —  | —  | —  | —  |
| 1977–78      | «Су-Сент-Марі Грейхаунд» | OMJHL        | 66  | 14  | 30  | 44  | 106 | —  | —  | —  | —  | —  |
| 1978–79      | «Канзас-Сіті Ред-Вінгс»  | ЦПХЛ         | 73  | 12  | 38  | 50  | 66  | 4  | 1  | 2  | 3  | 0  |
| 1979–80      | «Адірондак Ред-Вінгс»    | АХЛ          | 75  | 16  | 24  | 40  | 106 | 5  | 0  | 1  | 1  | 0  |
| 1980–81      | «Адірондак Ред-Вінгс»    | АХЛ          | 76  | 22  | 28  | 50  | 86  | 18 | 6  | 10 | 16 | 11 |
| 1981–82      | «Адірондак Ред-Вінгс»    | АХЛ          | 39  | 12  | 18  | 30  | 81  | —  | —  | —  | —  | —  |
| 1981–82      | «Детройт Ред-Вінгс»      | НХЛ          | 41  | 4   | 13  | 17  | 45  | —  | —  | —  | —  | —  |
| 1982–83      | «Адірондак Ред-Вінгс»    | АХЛ          | 78  | 24  | 40  | 64  | 106 | 6  | 2  | 5  | 7  | 14 |
| 1983–84      | «Адірондак Ред-Вінгс»    | АХЛ          | 31  | 10  | 16  | 26  | 76  | 7  | 2  | 3  | 5  | 18 |
| 1983–84      | «Детройт Ред-Вінгс»      | НХЛ          | 19  | 1   | 2   | 3   | 26  | —  | —  | —  | —  | —  |
| 1984–85      | «Рочестер Американс»     | АХЛ          | 65  | 28  | 34  | 62  | 152 | 5  | 4  | 0  | 4  | 18 |
| 1985–86      | «Балтімор Скіпджекс»     | АХЛ          | 10  | 4   | 4   | 8   | 19  | —  | —  | —  | —  | —  |
| 1985–86      | «Піттсбург Пінгвінс»     | НХЛ          | 18  | 1   | 1   | 2   | 34  | —  | —  | —  | —  | —  |
| Усього в НХЛ | Усього в НХЛ             | Усього в НХЛ | 78  | 6   | 16  | 22  | 105 | —  | —  | —  | —  | —  |
| Усього в АХЛ | Усього в АХЛ             | Усього в АХЛ | 374 | 116 | 164 | 280 | 626 | 41 | 14 | 19 | 33 | 61 |

## Тренерська статистика
| Сезон      | Команда    | Регулярний сезон | Регулярний сезон | Регулярний сезон | Регулярний сезон | Регулярний сезон | Регулярний сезон | Постсезон | Постсезон | Постсезон | Постсезон                               |
| Сезон      | Команда    | І                | В                | П                | ПОТ              | О                | Результат        | В         | П         | %В        | Результат                               |
| ---------- | ---------- | ---------------- | ---------------- | ---------------- | ---------------- | ---------------- | ---------------- | --------- | --------- | --------- | --------------------------------------- |
| 1995–96    | БАФ        | 82               | 33               | 42               | 7                | 72               | 5-е в ПСД        | —         | —         | —         | не вийшли                               |
| 1996–97    | БАФ        | 82               | 40               | 30               | 12               | 92               | 1-е в ПСД        | 5         | 7         | .417      | програли в півфіналі конференції (ФФЛА) |
| 2006–07    | НЙА        | 82               | 40               | 30               | 12               | 92               | 4-е в АД         | 1         | 4         | .200      | програли в півфіналі конференції (БАФ)  |
| 2007–08    | НЙА        | 81               | 34               | 38               | 9                | 79               | 5-е в АД         | —         | —         | —         | не вийшли                               |
| 2013–14    | БАФ        | 62               | 17               | 36               | 9                | 43               | 8-е в АД         | —         | —         | —         | не вийшли                               |
| 2014–15    | БАФ        | 82               | 23               | 51               | 8                | 54               | 8-е в АД         | —         | —         | —         | не вийшли                               |
| НХЛ усього | НХЛ усього | 472              | 188              | 227              | 57               |                  |                  | 6         | 11        | .353      | 2 виходи до плей-оф                     |